# Арламовські (герб)
Арламовські (Три Зірки; пол. Arłamowski, Trzy Gwiazdy) – шляхетський герб.

## Опис герба
В червоному полі три зірки золоті, дві над однією. Клейнод: пів лицаря в срібних латах, що пробитий стрілою вліво.

## Найбільш ранні згадки
Родина Арламовських вперше з'являється у перемишльських актах в 1581 році.

## Гербовий рід
Арламовські (шляхетський рід, гілка роду Гербуртів, що оселився в перемишльській землі).